# Кумсручей
Кумсручей — ручей в России, протекает по территории Сумпосадского сельского поселения Беломорского района Республики Карелии. Длина ручья — 20 км, площадь водосборного бассейна — 68,7 км².
Ручей берёт начало из ламбины без названия и далее течёт преимущественно в северо-восточном направлении по заболоченной местности.
Ручей в общей сложности имеет 18 малых притоков суммарной длиной 32 км.
Устье реки находится на Поморском берегу Онежской губы Белого моря.
В нижнем течении Кумсручей пересекает дорогу местного значения 86К-20 («Беломорск — Сумпосад — Вирандозеро — Нюхча»), а также параллельно ей идущую железную дорогу Беломорск — Обозерская.
Населённые пункты на ручье отсутствуют.
Код объекта в государственном водном реестре — 02020001412202000006976.

## Фотографии
|  |  |